# Francesca Ferlaino
Francesca Ferlaino (* 23. Dezember 1977 in Neapel) ist eine italienische Physikerin mit den Forschungsschwerpunkten Atomphysik, Experimentalphysik und Quantenmechanik und ist seit 2006 an der Universität Innsbruck tätig.

## Leben
Ferlaino wurde 1977 in Neapel geboren. Von 1996 bis zu ihrem Diplom im Jahr 2000 studierte sie an der Universität Neapel Federico II. Ursprünglich wollte sie Philosophie studieren, entschied sich nach einem Besuch bei einem Professor für ein Physikstudium, obwohl sie keinerlei Grundkenntnisse in Naturwissenschaften besaß. Sie promovierte 2004 an der Università degli Studi di Firenze und war dann Postdoc am European Laboratory for Non-Linear Spectroscopy (LENS) in Florenz. 2006 wanderte sie nach Österreich aus und baute an der Universität Innsbruck ihre eigene Forschungsgruppe auf. Heute ist sie Professorin am Institut für Experimentalphysik der Universität Innsbruck und Geschäftsführende und Wissenschaftliche Direktorin am Institut für Quantenoptik und Quanteninformation (IQOQI) der Österreichischen Akademie der Wissenschaften (ÖAW). 

## Wissenschaftliches Werk
Francesa Ferlaino erforscht Quantenphänomene in atomaren Gasen bei ultratiefen Temperaturen. Ihre Forschungsbeiträge reichen von Themen wie Quantenmaterie aus Atomen und Molekülen bis zu Mehrteilchenphysik und  Streuphysik. In den vergangenen Jahren konzentrierte sie sich insbesondere auf die stark magnetischen und bisher wenig erforschten Atome Erbium und Dysprosium und realisierte 2012 das weltweit erste Bose-Einstein-Kondensation aus Erbium und 2018 die erste dipolare Quantenmischung aus Erbium und Dysprosium. Im Jahr 2020 konnte sie den ersten langlebigen  supersoliden Zustand im Labor erzeugen, einen schwer fassbaren und paradoxen Zustand, in dem  kristalline Ordnung und Suprafluidität koexistieren. Mit diesen Systemen erforscht Ferlaino  Vielteilchen-Quantenphänomene, die durch die langreichweitige und dipolare Wechselwirkung zwischen den Atomen bestimmt werden.  

## Auszeichnungen (Auswahl)
- 2009: START-Preis
- 2010: Fritz-Kohlrausch-Preis
- 2010: ERC Starting Grant[6]
- 2011: Preis der Landeshauptstadt Innsbruck
- 2013: Alexander von Humboldt-Professur, abgelehnt
- 2015: Lieben-Preis[7]
- 2016: ERC Consolidator Grant[8]
- 2017: Erwin Schrödinger-Preis[9]
- 2017: Antonio-Feltrinelli-Preis[10]
- 2019: Prix Cécile DeWitt-Morette / École de Physique des Houches[11]
- 2021: Kardinal-Innitzer-Preis – Würdigungspreis für Naturwissenschaften[12][13]
- 2022: ERC Advanced Grant[14]
- 2023: Grete-Rehor-Staatspreis[15]
- 2024 Commendatore des Ordens des Sterns von Italien[16]
- 2024: Österreicherin des Jahres in der Kategorie Forschung[17]

Ferlaino ist seit 2021 korrespondierendes Mitglied der mathematisch-naturwissenschaftliche Klasse der Österreichischen Akademie der Wissenschaften (ÖAW). 2014 lehnte sie eine Alexander von Humboldt-Professur an der Universität Ulm ab.